# Yūbari (miasto)
Yūbari (jap. 夕張市, Yūbari-shi) – miasto w Japonii, w prefekturze Hokkaido, w podprefekturze Sorachi. Miasto ma powierzchnię 763,07 km². W 2020 r. mieszkały w nim 7 334 osoby, w 3 790 gospodarstwach domowych  (w 2010 r. 10 922 osoby, w 5 360 gospodarstwach domowych) .
W kwietniu 1943 r. Yūbari-chō zostało przemianowane na Yūbari-shi.
W mieście rozwinął się przemysł chemiczny oraz metalowy.